# Alois Lexa von Aehrenthal
Alois Leopold Jan Křtitel hrabě Lexa z Aehrenthalu (německy Aloys Leopold Johann Baptist Graf Lexa von Aehrenthal) (27. září 1854 Hrubá Skála – 17. února 1912 Vídeň) byl český šlechtic a rakousko-uherský diplomat. Jako doktor práv působil od mládí v diplomatických službách, s přestávkami strávil téměř dvacet let v Petrohradu, kde byl nakonec rakousko-uherským velvyslancem (1899–1906). Poté byl v letech 1906–1912 rakousko-uherským ministrem zahraničí. V této funkci zpočátku proslul úsilím o vyvážené a mírumilovné vztahy mezi evropskými mocnostmi, svým nejvýznamnějším počinem (anexe Bosny a Hercegoviny 1908) nakonec ale přispěl k eskalaci napětí v celoevropském kontextu (bosenská krize) a izolaci Rakouska-Uherska před první světovou válkou. V roce 1909 byl povýšen na hraběte.

## Životopis

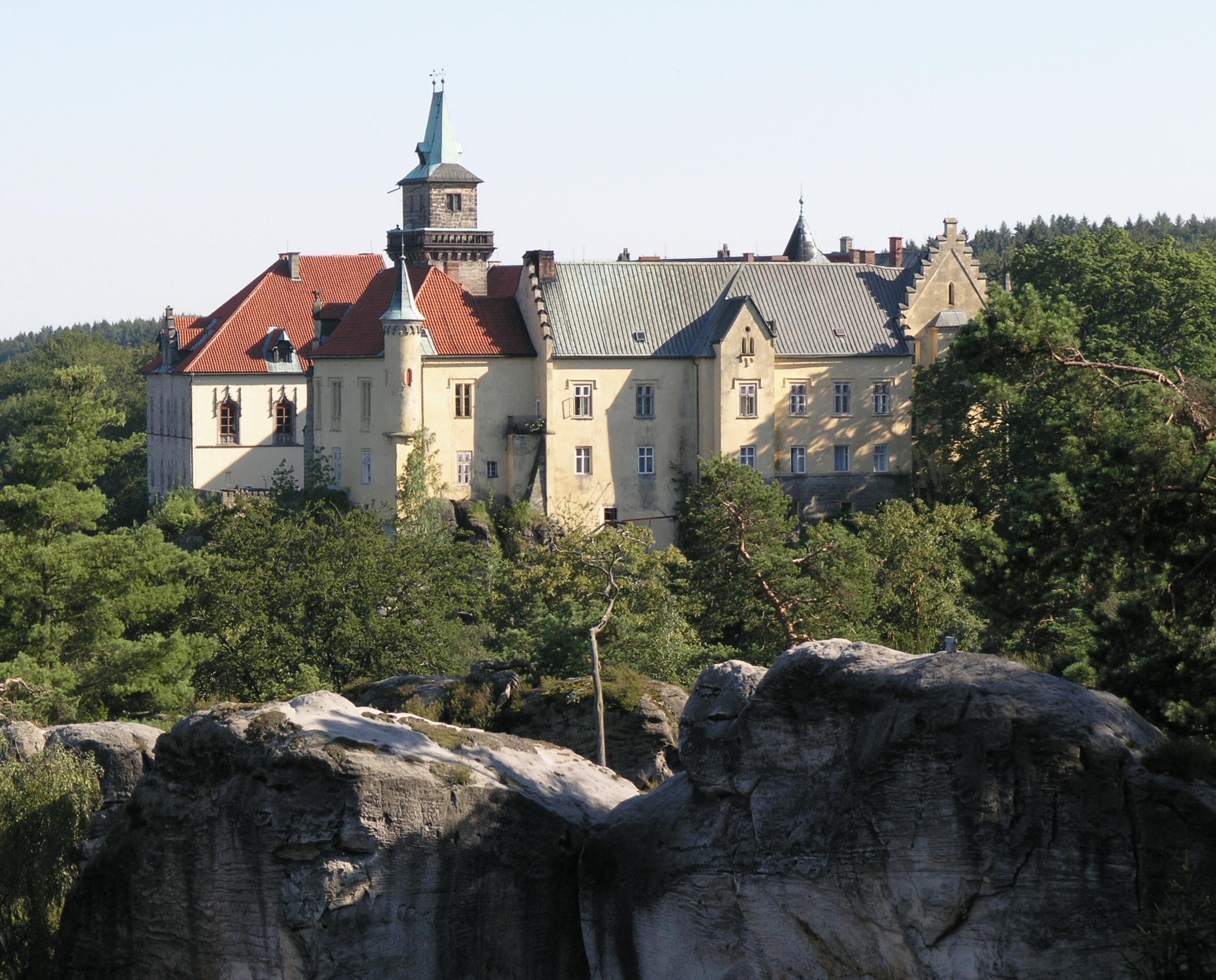
Zámek Hrubá Skála, rodiště Aloise Lexy z Aehrenthalu

Pocházel z českého šlechtického rodu Lexů z Aehrenthalu, který byl v roce 1790 povýšen do šlechtického stavu a v roce 1828 získal stav svobodných pánů. Narodil se na zámku Hrubá Skála jako druhorozený syn Jana Antonína III. Lexy, svobodného pána z Aehrenthalu, (1817–1898) a jeho manželky Marie Felicitas, rozené hraběnky Thun-Hohensteinové (1830–1911), po matce byl potomkem českého rodu Mladotů ze Solopisk a díky jejím sourozencům měl příbuzenské vazby na šlechtické rodiny Kouniců, Valdštejnů nebo Nosticů. Studoval práva nejprve v Bonnu a poté na Karlově univerzitě v Praze, po získání doktorátu vstoupil do diplomatických služeb. Kariéru zahájil jako attaché v Paříži, v letech 1878–1883 byl vyslaneckým tajemníkem v Petrohradě. Poté působil ve Vídni na ministerstvu zahraničí (1883–1888) a pak se vrátil do Petrohradu jako legační rada I. kategorie (1888–1894). V roce 1894 byl znovu povolán do Vídně na ministerstvo zahraničí a v letech 1895–1899 byl rakousko-uherským vyslancem v Bukurešti. V Rumunsku udržoval spojenectví z roku 1883 a přispěl k němu několika dalšími dodatky. Poté se potřetí vrátil do Ruska, kde byl v lednu 1899 jmenován rakousko-uherským velvyslancem, zároveň obdržel titul c. k. tajného rady. Jako velvyslanec v Petrohradě setrval sedm let až do října 1906. Během dlouhého pobytu v Rusku získal vynikajicí přehled o společenských a kulturních poměrech, samozřejmě se také velmi dobře naučil rusky.

### Ministr zahraničí
Po rezignaci ministra zahraniční Agenora Gołuchowského byl 24. října 1906 jmenován rakousko-uherským ministrem zahraničí, v této funkci zároveň předsedal společné ministerské radě. Ministrem se stal na návrh svého předchůdce Gołuchowského. Sám Aehrenthal byl svým jmenováním překvapen a původně o funkci vlastně neměl zájem. Kvůli zdravotním problémům (zhoršoval se mu zrak) měl představu, že po návratu z Petrohradu se usadí na rodových statcích v Čechách a bude se věnovat pěstování ovoce (z oboru pomologie také publikoval několik odborných pojednání). 
Ve funkci ministra zahraničí absolvoval první cestu opět do Petrohradu, kde se rozloučil se svými hostiteli, poté odjel do Berlína k jednání s kancléřem Bülowem (listopad 1906). V roce 1907 v Desiu a Semmeringu jednal s italským ministrem zahraničí Tommasem Tittonim. Vztahy s Itálií patřily k prioritám Aehrenthalovy politiky, stejně jako udržování kontaktů s Ruskem, kde měl ze svého předchozího působení řadu vazeb. Celkově byla jeho cílem snaha vymanit se ze závislosti na spojeneckém Německu, nepřímo také přispěl ke sblížení Německa a Itálie i ostatními mocnostmi. Podílel se také na jednáních mírové konference v Haagu (1907), i když sám nebyl osobně účastníkem. Aehrenthalovy aktivity během prvního roku v úřadu ministra zahraničí byly v celoevropském kontextu vnímány natolik pozitivně, že v roce 1907 byla zvažována jeho nominace na Nobelovu cenu za mír. Vídeňský dvůr to ale předem odmítl s argumentem, že není vhodné, aby císařův ministr přijímal vysokou finanční odměnu, která byla s udělením ceny spojena. 
Po dramatických změnách v Srbsku a Turecku byly ohroženy pozice Rakouska-Uherska na Balkáně, kde od roku 1878 c. k. armáda ovládala území Bosny a Hercegoviny, formálně stále patřící k Osmanské říši. Situaci se Aehrenthal rozhodl řešit radikálně a v roce 1908 realizoval anexi Bosny a Hercegoviny. Předcházelo tomu setkání na zámku v Buchlovicích s ruským ministrem zahraničí Izvolským, od něhož získal poněkud nejasně formulovanou podporu. S ostatními velmocemi Aehrenthal svůj plán vůbec nekonzultoval a Evropa byla 6. října 1908 postavena před hotovou věc, kdy byla Bosna a Hercegovina dekretem císaře Františka Josefa začlěněna do Rakouska-Uherska. Tím došlo k eskalaci napětí v mezinárodním měřítku (Bosenská krize) a především zhoršení vztahů s Ruskem, sám Aehrenthal se ale nadále stavěl do pozice ochránce míru. Přes kontroverzní důsledky anexe byl v roce 1909 povýšen do hraběcího stavu.
V posledních letech se u Aehrenthala začala projevovat zhoubná leukémie. O jeho nemoci věděla jen rodina a několik nejbližších spolupracovníků, jako ministr neztrácel na výkonnosti, ale účast na společenských událostech byla pro něj fyzicky čím dál náročnější. V roce 1911 absolvoval více než dvouměšíční ozdravný pobyt v Opatiji, v tomto roce také dosáhl svého posledního triumfu v konfliktu s náčelníkem generálního štábu Franzem Conradem. Conrad překračoval kompetence své funkce, s podporou následníka trůnu Františka Ferdinanda zasahoval do zahraniční politiky a prosazoval tzv. preventivní válku na Balkáně. Císař František Josef Aehrenthala jednoznačně podpořil a v prosinci 1911 Conrada odvolal z funkce náčelníka generálního štábu. 
Na začátku ledna 1912 odjel Aehrenthal na dovolenou do Semmeringu, po návratu do Vídně byl již trvale upoután na lůžko a na vlastní žádost byl 15. února zproštěn funkce ministra zahraničí. Jeho nástupcem se stal Leopold Berchtold, o jeho jmenování bylo rozhodnuto již o dva týdny dříve. Aehrenthal zemřel 17. února 1912 ve Vídni ve věku 57 let, pohřben byl v rodové hrobce v Doksanech.
Aehrenthal byl již svými současníky vnímán jako mimořádně schopný a výkonný diplomat s širokým rozhledem, nekritická hodnocení jej dokonce označovala za „druhého Metternicha“. Povahu měl spíše uzavřenou a ve společnosti nebyl příliš oblíben, v úřadu ale proslul jako silná autoritativní osobnost a do svých postojů si nenechal od nikoho kecat. Rozporuplné působení Aehrenthala dokládá nominace na Nobelovu cenu míru v roce 1907 a vzápětí o rok později násilný akt anexe Bosny a Hercegoviny. 

## Rodina
Oženil se až v osmačtyřiceti letech, jeho manželkou se stala uherská šlechtična hraběnka Paulina Széchenyiová (1871–1945), dcera vlivného politika Julia Széchenyiho. Paulina byla předtím dvorní dámou arcivévodkyně Isabely, později se stala c. k. palácovou dámou a čestou dámou Maltézského řádu. Sňatek se konal 22. července 1902 ve Vídni, ještě téhož dne odjeli novomanželé do Čech a o půlnoci byli přivítáni v Aloisově rodišti na Hrubé Skále. Po ovdovění dostala Paulina od svého švagra Felixe Aehrenthala k užívání zámek Doksany, kde se trvale usadila a zemřela krátce po druhé světové válce. Z jejich manželství se narodily tři děti, dědicem hraběcího titulu a později také rodového majetku v Čechách byl syn Jan Leopold (1905–1972), kterému byly v roce 1945 statky zkonfiskovány na základě Benešových dekretů.
Aloisův starší bratr Felix (1853–1918) spravoval rodový majetek v Čechách (Hrubá Skála, Doksany, Turnov), v politice se uplatnil jako poslanec říšské rady a českého zemského sněmu. Po Felixově úmrtí vedl správu statků nejmladší bratr František Xaver (1861–1933) jako poručník za nezletilého synovce Jana Leopolda, jemuž pak majetek předal. Ze sourozenců byla nejstarší sestra Marie Felicitas (1850–1881) provdaná za hraběte Františka Colloredo-Mansfelda (1847–1925). Ten se po ovdovění oženil s její mladší sestrou Alžbětou Johannou (1858–1890).

## Řády a vyznamenání

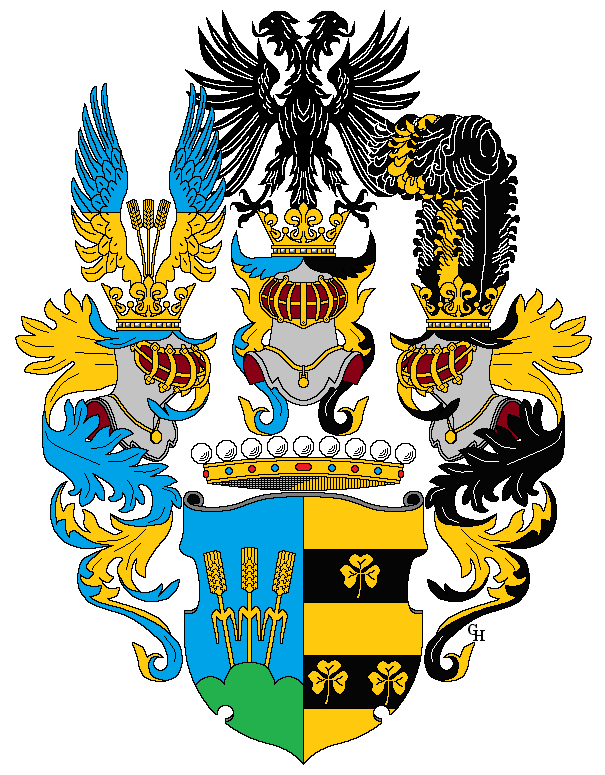
Erb rodu Lexů z Aehrenthalu s hraběcí korunkou (1909)

Za zásluhy obdržel v Rakousku-Uhersku tři vysoká ocenění, dále byl čestným rytířem Maltézského řádu a nositelem Mariánského kříže Řádu německých rytířů. Vzhledem k celoživotní službě v diplomacii získal také řadu vyznamenání od zahraničních panovníků.
- velkokříž Královského uherského řádu svatého Štěpána (1908)
- velkokříž Leopoldova řádu (1905)
- velkokříž Řádu Františka Josefa (1896)
- Řád železné koruny III. třídy (1882)

### Zahraniční vyznamenání
- rytířský kříž Řádu svatého Ondřeje (Rusko)
- rytířský kříž Řádu svatého Alexandra Něvského s diamanty (Rusko)
- Řád svaté Anny II. třídy (Rusko)
- Řád sv. Stanislava I. třídy (Rusko)
- Řád černé orlice s diamanty (Prusko)
- Řád koruny II. třídy (Prusko)
- velkokříž Řádu rumunské koruny (Rumunsko)
- Řádu Karla I. (Rumunsko)
- velkokříž Řádu Karla III. (1908, Španělsko)
- Řád polární hvězdy II. třídy (1885, Švédsko)
- komandér Řádu Serafínů (1908, Švédsko)
- Řád zvěstování (1910, Itálie)
- velkodůstojník Řádu Leopolda (Belgie)
- velkokříž Řádu Spasitele (Řecko)
- Řád Osmanie (Turecko)
- Řád slávy (Turecko)
- Řád posvátného pokladu (Japonsko)
- Řád Pia IX. (Papežský stát)
- velkokříž Řádu bílého orla (Srbsko)
- velkokříž Řádu sv. Alexandra (Bulharsko)
- Řád svatého Huberta (Bavorsko)
- Domácí řád věrnosti (Bádenské velkovévodství)
- Domácí řád Albrechta Medvěda (Anhaltsko)
- velkokříž Viktoriina řádu (Spojené království)